# 二极管模型
在电子学中，二极体模型（英語：diode modeling）是一種数学模型，用來近似的真实二极体的实际行为，以便计算和电路分析。二极体的電流-電壓特性曲線是非线性的。
有一種非常準確、但也非常複雜的物理模型，是由三個不同理想因子（ideality factor，詳見下文）的指數函數組成，三者分別對應於元件中的不同載子複合機制；在電流非常大或非常小的情況下，這條曲線可以用直線線段（即電阻行為）連接而成。
肖克利二极体方程是一種比較簡單的模型，它只包含單一指數函數。不過這仍然是非線性函數，會使電路中的計算變得很複雜，所以人們經常使用比肖克利二极体方程更簡單的模型。
本文讨论PN结二极体的建模，但该技术可以被推广到其它固态二极体。

## 大信号模型

### 肖克利二极体模型
肖克利二极体方程（Shockley diode equation）建立了PN结二极体的电流{\displaystyle I}和电压{\displaystyle V_{D}} 的关系。这个关系是在二极体的電流-電壓特性曲線（又稱伏安特性）：
{\displaystyle I=I_{S}\left(e^{V_{D}/(nV_{T})}-1\right)},
其中{\displaystyle I_{S}}是二极体的饱和电流（其大小为电压{\displaystyle V_{D}}在负方向超过{\displaystyle V_{T}}的几倍时流过电流的大小，通常为10−12 A）。反向饱和电流正比于二极体的横截面面积。其余符号的意思：{\displaystyle V_{T}}是热电压（{\displaystyle kT/q} ，在常温下大约是26 mV），而{\displaystyle n}被称为二极体理想因子（ideality factor，对于矽二极体{\displaystyle n}约是1~2）。
当{\displaystyle V_{D}\gg nV_{T}}时，该公式可以简化为：
{\displaystyle I\approx I_{S}\cdot e^{V_{D}/(nV_{T})}}.
然而这个表达式只是更复杂的伏安特性的近似。在超浅结的情况下适用性特别受到限制，对于这种情况有更好的分析模型存在。

#### 二极体 - 电阻器电路的例子
为了说明在使用该法的复杂性，考虑求图1中二极体两端的电压这个问题。

图1：有阻性负载的二极体电路。

因为流过二极体的电流与流过整个电路的是相同的电流，我们可以列另一个方程。通过基尔霍夫定律知道，流过电路的电流
{\displaystyle I={\frac {V_{S}-V_{D}}{R}}}.
这两个方程可以确定二极体的电流和二极体的电压。为了求解这两个方程，我们可以把第二个方程的{\displaystyle I}代入第一个方程，然后尝试重新整理所得的方程来得到{\displaystyle V_{D}}关于{\displaystyle V_{S}}的函数。这种方法的一个困难是，在二极体定律是非线性的，可以使用朗伯W函数得到一个不涉及{\displaystyle V_{D}}的直接用{\displaystyle V_{S}}表示{\displaystyle I}的式子。

##### 顯式解
將{\displaystyle V_{D}=V_{S}-IR}帶入第一式
{\displaystyle I=I_{S}\left(e^{\frac {V_{S}-IR}{nV_{T}}}-1\right)}.
將其以朗伯W函数的形式{\displaystyle we^{w}}整理後得:
{\displaystyle {\frac {(I+I_{S})R}{nV_{T}}}e^{\frac {(I+I_{S})R}{nV_{T}}}={\frac {I_{S}R}{nV_{T}}}e^{\frac {V_{S}+I_{S}R}{nV_{T}}}}
對上式使用朗伯W函数，依其性質{\displaystyle W(we^{w})=w}將左式轉換:
{\displaystyle W\left({\frac {(I+I_{S})R}{nV_{T}}}e^{\frac {(I+I_{S})R}{nV_{T}}}\right)={\frac {(I+I_{S})R}{nV_{T}}}=W\left({\frac {I_{S}R}{nV_{T}}}e^{\frac {V_{S}+I_{S}R}{nV_{T}}}\right)}
整理後可得二極體電流:
{\displaystyle I={\frac {nV_{T}}{R}}W\left({\frac {I_{S}R}{nV_{T}}}e^{\frac {V_{S}+I_{S}R}{nV_{T}}}\right)-I_{S}},
確定電流後就可以知道二極體的電壓:
{\displaystyle V_{D}=V_{S}+I_{S}R-nV_{T}W\left({\frac {I_{S}R}{nV_{T}}}e^{\frac {V_{S}+I_{S}R}{nV_{T}}}\right)}.
在導通的情況下 {\displaystyle V_{S}\gg I_{s}R} 且 {\displaystyle I\gg I_{S}}，二極體的電壓與電流可近似成
{\displaystyle I\approx {\frac {nV_{T}}{R}}W\left({\frac {I_{S}R}{nV_{T}}}e^{\frac {V_{S}}{nV_{T}}}\right)},
{\displaystyle V_{D}\approx V_{S}-nV_{T}W\left({\frac {I_{S}R}{nV_{T}}}e^{\frac {V_{S}}{nV_{T}}}\right)}.
當{\displaystyle x}很大時，可以被近似為{\displaystyle W(x)=\ln x-\ln \ln x+o(1)}。對於常見的物理參數和電阻而言，{\displaystyle {\frac {I_{S}R}{nV_{T}}}e^{V_{s}/(nV_{T})}}通常在1040左右。
電流位於{\displaystyle d^{3}I/d{V_{S}}^{3}=0}處有一個轉折點。在{\displaystyle V_{S}}小於此點時為一條接近{\displaystyle I=0}的水平線；{\displaystyle V_{S}}大於此點時則會變成斜率為{\displaystyle 1/R}的斜直線。
此時的{\displaystyle W\left({\frac {I_{S}R}{nV_{T}}}e^{\frac {V_{S}+I_{S}R}{nV_{T}}}\right)={\frac {1}{2}}}，計算後得:
{\displaystyle V_{S}=nV_{T}ln\left({\frac {\sqrt {e}}{2}}{\frac {nV_{T}}{I_{S}R}}\right)-I_{S}R\approx nV_{T}ln\left({\frac {nV_{T}}{I_{S}R}}\right)}。

##### 图解法
图解分析法是一种简单的方法来得出一个数值解描述了二极体的超越方程。与大多数图解法一样，它具有简单、可视化的优点。通过绘制在伏安 曲线，因此能够得到的近似解的精度的任意程度。这个过程就是前面两种方法的图形等价，更适合于计算机实现。
这种方法在图上绘制两个电流 - 电压方程，两条曲线的交点同时满足这两个方程，从而得出流过电路的电流和二极体两端的电压的值。下图演示了这种方法。

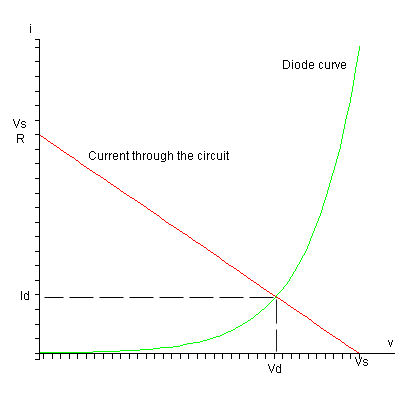
通过二极体特性曲线与电阻性负载直线的交点确定静态工作点。

### 分段线性模型
在实践中，图形方法对于复杂电路是复杂且不切实际的。二极体的另一种建模方法被称为分段线性  （PWL） 模型  。在数学上，这意味着把一个函数分解成若干直线段。这个方法用一系列线性段来近似二极体特性曲线。模型将真正的二极体表示为3部分串联：理想二极体、电压源和电阻器 。下图显示了一个真正的二极体的伏安曲线被近似为两段分段线性模型。通常会选择与二极体曲线相切于Q点（静态工作点）的倾斜线段。于是该线的斜率可以通过在Q点的二极体的小信号电阻的倒数给出。

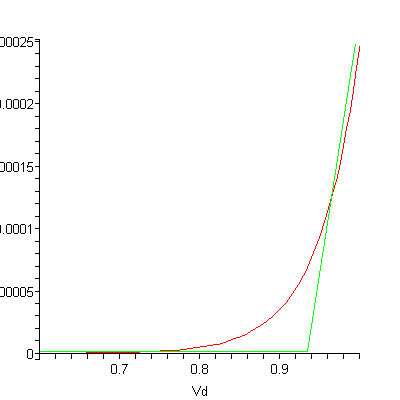
二极体特性的分段线性逼近。

#### 数学理想化二极体
首先，让我们考虑一个数学理想化二极体。在这样一种理想的二极体中，如果二极体被反向偏置时，流过它的电流是零。这个理想二极体开始导通，在0 V和为任意的正电压无限流过电流，二极体的作用类似于短路。一个理想二极体的伏安特性如下所示：

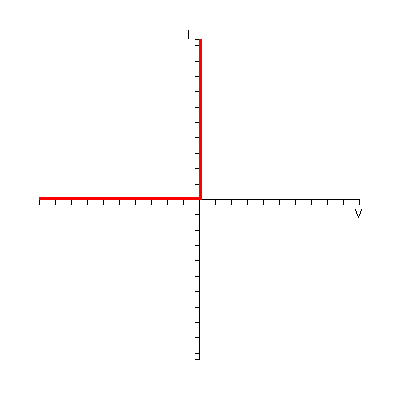
理想二极体的伏安特性。

#### 与电压源串联的理想二极体
现在让我们考虑添加一个以如下方式与二极体串联的电压源的情况：

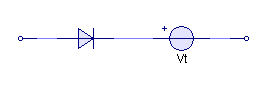
理想二极体串联一电压源。

理想的二极体正向偏置时是短路，而反向偏置时形成开路。
如果上述二极体的阳极连接到0V，阴极处的电压将为Vt ，那么阴极电位会高于阳极电位，二极体会被反向偏置。为了让该二极体导通，阳极上的电压应取Vt 。这个电路近似了存在于真实二极体的导通电压（也成开启电压）。该电路组合起来的伏安特性如下所示：

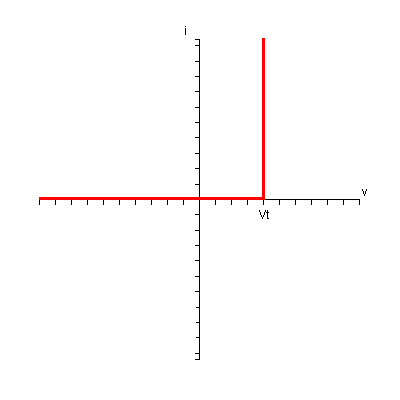
理想二极体和电压源串联的伏安特性。

肖克莱二极体模型可以用于估算{\displaystyle V_{t}}的近似值。
{\displaystyle I=I_{S}\left(e^{V_{D}/(n\cdot V_{T})}-1\right)\Leftrightarrow }
{\displaystyle \ln \left(1+{\frac {I}{I_{S}}}\right)={\frac {V_{D}}{n\cdot V_{T}}}\Leftrightarrow }
{\displaystyle V_{D}=n\cdot V_{T}\ln \left(1+{\frac {I}{I_{S}}}\right)\approx n\cdot V_{T}\ln \left({\frac {I}{I_{S}}}\right)\Leftrightarrow }
{\displaystyle V_{D}\approx n\cdot V_{T}\cdot \ln {10}\cdot \log _{10}{\left({\frac {I}{I_{S}}}\right)}}
使用{\displaystyle n=1}和{\displaystyle T=25\,^{\circ }\!{\text{C}}} ：
{\displaystyle V_{D}\approx 0.05916\cdot \log _{10}{\left({\frac {I}{I_{S}}}\right)}}
饱和电流在室温下的典型值是：
- {\displaystyle I_{S}=10^{-12}}硅二极体;
- {\displaystyle I_{S}=10^{-6}}锗二极体。

由于{\displaystyle V_{D}}会随着{\displaystyle {\frac {I}{I_{S}}}}的对数变化而变化，在这个比值变化比较大的时候{\displaystyle V_{D}}的值变化非常小。利用10为底的对数可以更容易地
看出数量级的差异。
对于1.0 mA的电流：
- 硅二极体的{\displaystyle V_{D}\approx 0.53V}（9个数量级）；
- 锗二极体的{\displaystyle V_{D}\approx 0.18V}（3个数量级）。

对于100 mA的电流：
- 硅二极体的{\displaystyle V_{D}\approx 0.65V}（11个数量级）;
- 锗二极体的{\displaystyle V_{D}\approx 0.30V}（5个数量级）。

常用的硅二极体的值为0.6或0.7伏特

#### 二极体与电压源和限流电阻
需要做的最后一件事是用一个电阻来限制电流，如下图所示：
最终电路的伏安 特性如下：

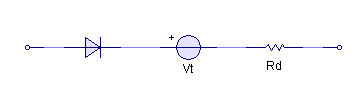
理想二极体串联电压源和电阻。

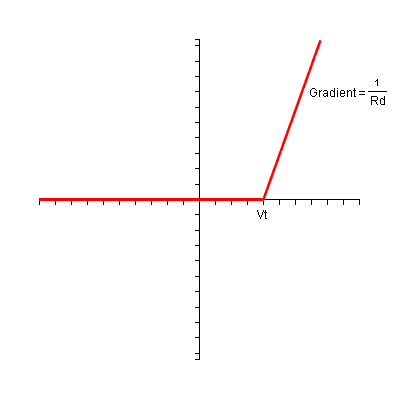
理想二极体串联电压源和电阻的伏安特性。

真正的二极体，现在可以被替换的组合理想二极体、电压源和电阻器，然后就可以仅仅使用线性元素对电路建模。如果倾斜线段与真实二极体曲线相切于Q点，该近似电路具有与在Q点（静态工作点）的真实二极体相同的小信号电路。

#### 雙PWL二極體模型/三線段線性模型
當對二極體的導通特性需要更加精確的模型時，可以將兩個PWL模型並聯，以更準確的對單個二極體建模。

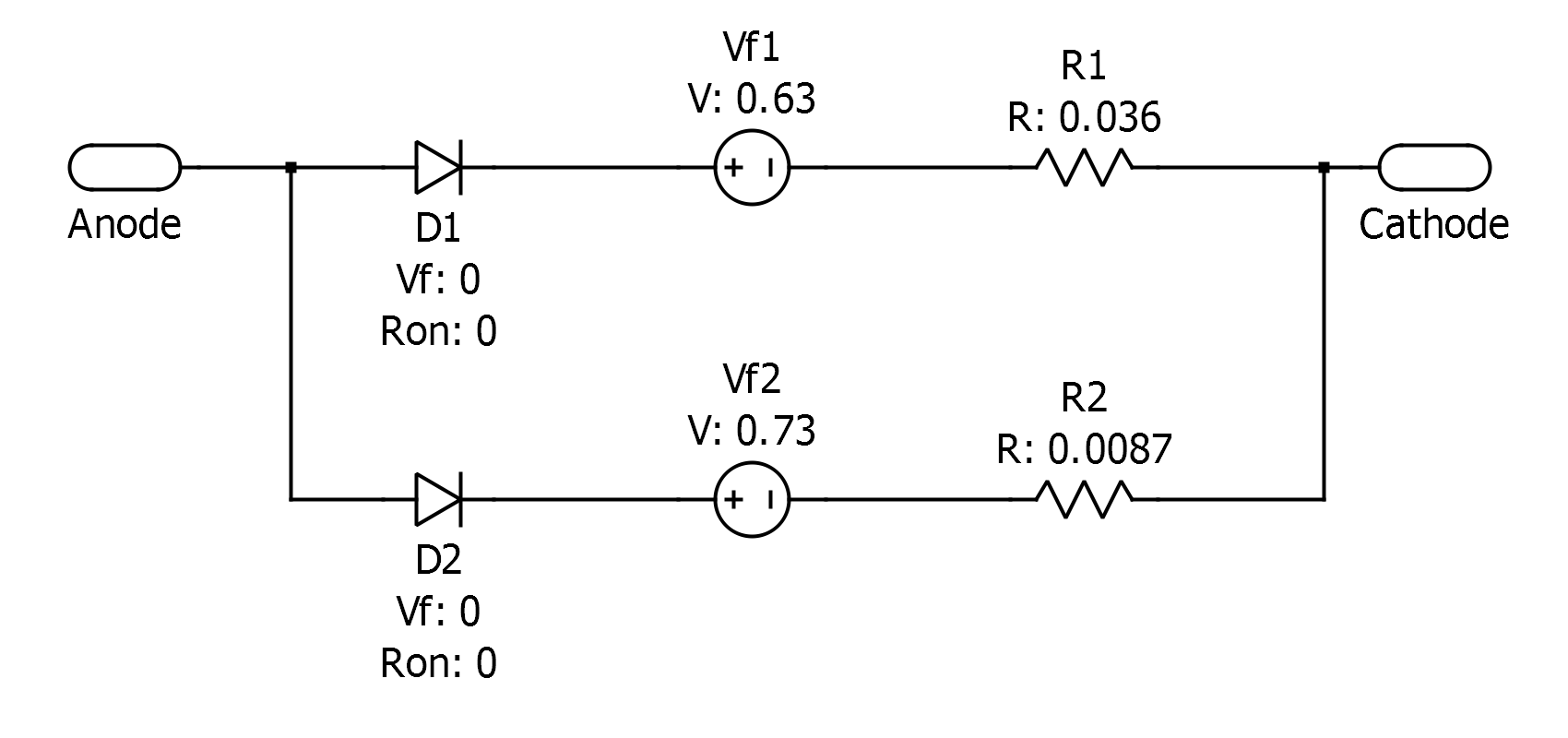
並聯的兩個PWL二極體模型，上半部的電路具有較低的起始電壓與較高的電阻，這使得二極體開啟時有一個平緩上升的電流。下半部的電路具有較高的起始電壓與較低的電阻，因此在較高的偏壓下能產生較大的電流。

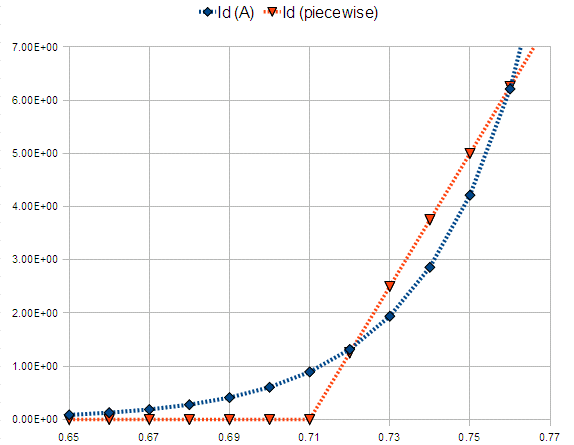
標準PWL模型的I-V曲線(用紅色三角形表示)與標準肖克利二極體模型(用藍色菱形表示)。肖克利二極體參數為 Is=1e-12A, Vt=0.0258v

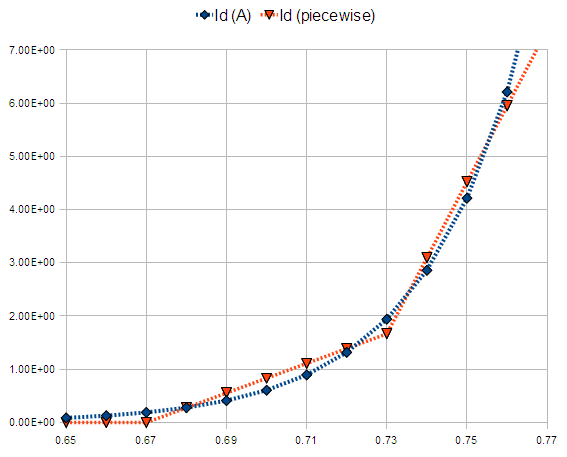
雙PWL模型的I-V曲線(用紅色三角形表示)與標準肖克利二極體模型(用藍色菱形表示)。肖克利二極體參數為 Is=1e-12A, Vt=0.0258v

## 小信号模型

### 电阻
运用肖克莱方程，可以导出二极体在某工作点（Q点）的小信号二极体电阻{\displaystyle r_{D}}，其中的直流偏置电流为{\displaystyle I_{Q}}和Q点施加的电压{\displaystyle V_{Q}} 。 首先，可以算出二极体的小信号电导 {\displaystyle g_{D}}，也就是二极体两端的电压的变化较小时引起的二极体电流的变化，除以电压的变化量为：
{\displaystyle g_{D}={\frac {\mathrm {d} I}{\mathrm {d} V}}{\Big |}_{Q}={\frac {I_{s}}{V_{T}}}e^{V_{Q}/V_{T}}\approx {\frac {I_{Q}}{V_{T}}}}.
上式中最后的近似是由于假定偏置电流{\displaystyle I_{Q}}足够大，可以使的肖克莱二极体方程的括号内的系数1忽略不计。这种逼近即使在相当低的电压时也是准确的，因为在300K的热电压 {\displaystyle V_{T}\approx 25\,\mathrm {mV} }，所以{\displaystyle V_{Q}/V_{T}}就会比较大，这意味着该指数函数是非常大的。
注意到小信号电阻{\displaystyle r_{D}}是刚才得到的小信号电导的倒数，二极体的电阻是独立于交流电流的，但却取决于直流电流，写作
{\displaystyle r_{D}={\frac {n\cdot V_{T}}{I_{Q}}}}.